# Natação nos Jogos Europeus de 2015 - 400 m livre feminino
A competição dos 400 metros livre feminino foi um dos eventos da natação nos Jogos Europeus de 2015, em Baku, no Azerbaijão. Foi disputada no Centro Aquático de Baku no dia 24 de junho.

## Calendário
Horário de verão do Azerbaijão (UTC+5).
| Data        | Horário | Fase         |
| ----------- | ------- | ------------ |
| 24 de junho | 09:45   | Eliminatória |
| 24 de junho | 17:34   | Final        |

## Medalhistas
| Ouro   | RUS Arina Openysheva        |
| Prata  | GER Leonie Kullmann         |
| Bronze | RUS Anastasia Kirpichnikova |

## Recordes
Antes desta competição, os recordes mundiais e dos jogos europeus dessa prova eram os seguintes:
| Tipo                       | Atleta            | Tempo   | Local      | Data                 |
| -------------------------- | ----------------- | ------- | ---------- | -------------------- |
|                            | USA Katie Ledecky | 3m58s37 | Gold Coast | 23 de agosto de 2014 |
| Recorde dos Jogos Europeus | Não estabelecido  | –       |            |                      |

Os seguintes recordes mundiais ou dos jogos europeus foram estabelecidos durante esta competição:
| Data        | Evento | Nome             | Nacionalidade | Tempo   | Notas                      |
| ----------- | ------ | ---------------- | ------------- | ------- | -------------------------- |
| 24 de junho | Final  | Arina Openysheva | Rússia        | 4:08.81 | Recorde dos Jogos Europeus |

## Resultados

### Eliminatórias
A eliminatória foi realizada no dia 24 de junho. 
| Pos. | Bateria | Raia | Nadadora                 | Nacionalidade            | Tempo   | Notas |
| ---- | ------- | ---- | ------------------------ | ------------------------ | ------- | ----- |
| 1    | 5       | 4    | Arina Openysheva         | RUS Rússia               | 4:14.95 | Q,    |
| 2    | 4       | 3    | Anastasia Kirpichnikova  | RUS Rússia               | 4:15.68 | Q     |
| 3    | 4       | 1    | Giovanna La Cava         | ITA Itália               | 4:16.12 | Q     |
| 4    | 4       | 4    | Holly Hibbott            | GBR Grã-Bretanha         | 4:16.53 | Q     |
| 5    | 5       | 6    | Leonie Kullmann          | GER Alemanha             | 4:18.40 | Q     |
| 6    | 5       | 5    | Léa Marchal              | FRA França               | 4:19.27 | Q     |
| 7    | 4       | 5    | Paula Ruiz               | ESP Espanha              | 4:19.50 | Q     |
| 8    | 4       | 8    | Sveva Schiazzano         | ITA Itália               | 4:20.16 | Q     |
| 9    | 4       | 9    | Esther Huete             | ESP Espanha              | 4:20.38 |       |
| 10   | 5       | 3    | Paulina Piechota         | POL Polônia              | 4:21.10 |       |
| 11   | 5       | 1    | Marina Castro            | ESP Espanha              | 4:21.29 |       |
| 12   | 3       | 3    | Irina Krivonogova        | RUS Rússia               | 4:21.64 |       |
| 13   | 3       | 5    | Laura van Engelen        | NED Países Baixos        | 4:21.89 |       |
| 14   | 3       | 6    | Lea Boy                  | GER Alemanha             | 4:21.91 |       |
| 15   | 5       | 9    | Anna-Marie Benešová      | CZE Chéquia              | 4:22.93 |       |
| 16   | 4       | 7    | Madeleine Crompton       | GBR Grã-Bretanha         | 4:23.29 |       |
| 17   | 3       | 4    | Josephine Holm           | DEN Dinamarca            | 4:23.79 |       |
| 18   | 5       | 0    | Marta Cano               | ESP Espanha              | 4:24.12 |       |
| 19   | 3       | 1    | Marte Løvberg            | NOR Noruega              | 4:24.26 |       |
| 20   | 5       | 8    | Aino Otava               | FIN Finlândia            | 4:25.83 |       |
| 21   | 5       | 2    | Julia Mrozinski          | GER Alemanha             | 4:26.14 |       |
| 22   | 2       | 5    | Matea Sumajstorčić       | CRO Croácia              | 4:26.74 |       |
| 23   | 4       | 2    | Valeriya Timchenko       | UKR Ucrânia              | 4:26.88 |       |
| 23   | 4       | 0    | Mariana Petrova          | RUS Rússia               | 4:26.88 |       |
| 25   | 3       | 9    | Julia Adamczyk           | POL Polônia              | 4:27.64 |       |
| 26   | 2       | 3    | Kristina Miletić         | CRO Croácia              | 4:27.79 |       |
| 27   | 2       | 8    | Elena Giovannini         | SMR San Marino           | 4:28.98 |       |
| 28   | 5       | 7    | Janka Juhász             | HUN Hungria              | 4:29.03 |       |
| 29   | 3       | 8    | Sunneva Friðriksdóttir   | ISL Islândia             | 4:29.31 |       |
| 30   | 1       | 5    | Hanna Eriksson           | SWE Suécia               | 4:29.47 |       |
| 31   | 4       | 6    | Anja Crevar              | SRB Sérvia               | 4:30.14 |       |
| 32   | 3       | 2    | Signe Bro                | DEN Dinamarca            | 4:30.47 |       |
| 33   | 2       | 4    | Ana Rita Faria           | POR Portugal             | 4:30.72 |       |
| 34   | 3       | 0    | Maria Cabral             | POR Portugal             | 4:30.83 |       |
| 35   | 2       | 6    | Jill Benne               | SUI Suíça                | 4:30.95 |       |
| 36   | 2       | 1    | Greta Gataveckaitė       | LTU Lituânia             | 4:31.69 |       |
| 37   | 3       | 7    | Esther Uhl               | AUT Áustria              | 4:32.40 |       |
| 38   | 1       | 4    | Maja Uduč                | SLO Eslovênia            | 4:33.93 |       |
| 39   | 2       | 7    | Zeynep Odabaşı           | TUR Turquia              | 4:34.91 |       |
| 40   | 2       | 9    | Helena Rosendahl Bach    | DEN Dinamarca            | 4:35.32 |       |
| 41   | 2       | 2    | Eydís Ósk Kolbeinsdóttir | ISL Islândia             | 4:35.47 |       |
| 42   | 2       | 0    | Emilia Colti Dumitrescu  | ROU Romênia              | 4:36.87 |       |
| 43   | 1       | 3    | Katie Baguley            | IRL Irlanda              | 4:37.15 |       |
| 44   | 1       | 2    | Lamija Medošević         | BIH Bósnia e Herzegovina | 4:43.73 |       |
| 45   | 1       | 6    | Diana Basho              | ALB Albânia              | 5:00.36 |       |

### Final
A final foi realizada no dia 24 de junho.
| Pos.              | Raia | Nadadora                | Nacionalidade    | Tempo   | Notas                      |
| ----------------- | ---- | ----------------------- | ---------------- | ------- | -------------------------- |
| Medalha de ouro   | 4    | Arina Openysheva        | RUS Rússia       | 4:08.81 | Recorde dos Jogos Europeus |
| Medalha de prata  | 2    | Leonie Kullmann         | GER Alemanha     | 4:12.16 |                            |
| Medalha de bronze | 5    | Anastasia Kirpichnikova | RUS Rússia       | 4:13.13 |                            |
| 4                 | 6    | Holly Hibbott           | GBR Grã-Bretanha | 4:13.17 |                            |
| 5                 | 3    | Giovanna La Cava        | ITA Itália       | 4:17.99 |                            |
| 6                 | 7    | Léa Marchal             | FRA França       | 4:19.67 |                            |
| 7                 | 8    | Sveva Schiazzano        | ITA Itália       | 4:19.70 |                            |
| 8                 | 1    | Paula Ruiz              | ESP Espanha      | 4:22.22 |                            |

Legenda
| Recorde mundial            | Recorde mundial (World record)                     |                       | Recorde africano                      | Recorde africano (African) |                                           | Q | Classificado por posição (Qualified) |
| Recorde dos Jogos Europeus | Recorde dos Jogos Europeus (European Games record) | Recorde da América    | Recorde da América (Americas)         | q                          | Classificado por melhor tempo (Qualified) |   |                                      |
| Melhor marca do ano        | Melhor marca do ano (World leading)                | Recorde asiático      | Recorde asiático (Asian)              | DNS                        | Não largou (Did not start)                |   |                                      |
| Recorde nacional           | Recorde nacional (National record)                 | Recorde europeu       | Recorde europeu (European)            | DNF                        | Não terminou (Did not finish)             |   |                                      |
| Recorde pessoal            | Recorde pessoal do atleta (Personal best)          | Recorde da Oceania    | Recorde da Oceania (Oceania)          | DSQ / DQ                   | Desclassificado (Disqualified)            |   |                                      |
| Recorde da temporada       | Recorde da temporada do atleta (Season best)       | Recorde sul-americano | Recorde sul-americano (South America) | NM                         | Sem marca (No mark)                       |   |                                      |